# Pirajuba
Pirajuba is een gemeente in de Braziliaanse deelstaat Minas Gerais. De gemeente telt 4.059 inwoners (schatting 2009).

## Aangrenzende gemeenten
De gemeente grenst aan Campo Florido, Conceição das Alagoas, Frutal en Planura.